# Mars (Loire)
Mars é uma comuna francesa na região administrativa de Auvérnia-Ródano-Alpes, no departamento de Loire. Estende-se por uma área de 12,03 km². Em 2010 a comuna tinha 573 habitantes (densidade: 47,6 hab./km²).